# Campionati del mondo di ciclocross 2023 - Gara femminile Elite
La ventiquattresima edizione della gara femminile Elite dei Campionati del mondo di ciclocross 2023 si svolse il 4 febbraio 2023 con partenza ed arrivo a Hoogerheide, nei Paesi Bassi, su un percorso iniziale di 150 m più un circuito di 3,2 km da ripetere 7 volte per un totale di 22,55 km. La vittoria fu appannaggio dell'olandese Fem van Empel, la quale terminò la gara in 54'42", alla media di 24,734 km/h, precedendo le connazionali Puck Pieterse e Lucinda Brand.
Partenza con 28 cicliste, delle quali 24 portarono a termine la competizione.

## Squadre partecipanti
| N.    | Cod. | Squadra       |
| ----- | ---- | ------------- |
| 2-10  | NED  | Paesi Bassi   |
| 11-12 | FRA  | Francia       |
| 13-14 | USA  | Stati Uniti   |
| 15-16 | CAN  | Canada        |
| 17-18 | ITA  | Italia        |
| 21-23 | BEL  | Belgio        |
| 24    | HUN  | Ungheria      |
| 25-26 | ESP  | Spagna        |
| 27    | SUI  | Svizzera      |
| 29    | SWE  | Svezia        |
| 30    | AUT  | Austria       |
| 31    | POL  | Polonia       |
| 32    | GBR  | Gran Bretagna |
| 34    | JPN  | Giappone      |

## Ordine d'arrivo (Top 10)
| Pos. | Corridore                  | Squadra     | Tempo   |
| ---- | -------------------------- | ----------- | ------- |
| 1    | Fem van Empel              | Paesi Bassi | 54'42"  |
| 2    | Puck Pieterse              | Paesi Bassi | a 39"   |
| 3    | Lucinda Brand              | Paesi Bassi | a 1'11" |
| 4    | Silvia Persico             | Italia      | a 1'45" |
| 5    | Ceylin del Carmen Alvarado | Paesi Bassi | a 1'46" |
| 6    | Annemarie Worst            | Paesi Bassi | a 2'14" |
| 7    | Inge van der Heijden       | Paesi Bassi | a 2'36" |
| 8    | Denise Betsema             | Paesi Bassi | a 2'41" |
| 9    | Maghalie Rochette          | Canada      | a 2'55" |
| 10   | Hélène Clauzel             | Francia     | a 3'02" |